# 大炊御門家信 (南北朝時代の公卿)
大炊御門 家信（おおいみかど いえのぶ）は、南北朝時代の公卿。官位は正二位・権大納言。
内大臣・大炊御門冬氏の子。母は権大納言・吉田経長の娘。子は正二位権大納言に至った信経がいる。

## 経歴
以下、『公卿補任』と『尊卑分脈』の内容に従って記述する。
- 正中2年（1325年）4月2日、叙爵。
- 嘉暦3年（1328年）6月13日、従五位上に昇叙。
- 元徳元年（1329年）9月26日、正五位下に昇叙。
- 元徳2年（1330年）7月17日、侍従に任ぜられる。11月7日、従四位下に昇叙。
- 元徳3年／元弘元年（1331年）1月13日、右少将に任ぜられる。
- 元弘2年／正慶元年（1332年）1月5日、従四位上に昇叙。4月21日、左中将に転任。
- 元弘3年／正慶2年（1333年）6月、従四位上と左中将を停止され、従四位下右少将に戻される。10月8日、禁色を許される。
- 元弘4年（1334年）1月5日、従四位上に昇叙され、13日には近江権介を兼ねる。
- 建武2年（1335年）5月23日、正四位下に昇叙。
- 暦応2年／延元4年（1339年）11月1日、左中将に転任。
- 暦応4年／興国2年（1341年）4月12日、従三位に叙される。
- 貞和3年／正平2年（1347年）9月16日、参議に任ぜられ、改めて左中将を兼ねる。
- 貞和4年／正平3年（1348年）3月20日、越前権守を兼ねる。
- 貞和5年／正平4年（1349年）1月5日、正三位に昇叙。同年9月13日、権中納言に任ぜられる。
- 観応元年／正平5年6月28日（1350年8月1日）、兄冬信が薨去。
- 観応2年／正平6年（1351年）6月26日、中納言に転正。
- 文和3年／正平9年（1354年）1月6日、従二位に昇叙。
- 延文3年／正平13年（1358年）1月6日、正二位に昇叙。
- 延文4年／正平14年（1359年）3月25日、権大納言に任ぜられる[3]。
- 延文5年／正平15年（1360年）4月16日、権大納言を辞退[4]。
- 貞治5年／正平21年（1366年）3月16日、出家。法名は空覚。

## 系譜
- 父：大炊御門冬氏（1282-1324）
- 母：吉田経長の娘
- 妻：不詳
  - 男子：大炊御門信経（1355-?）